# Blue Dragon ST
Blue Dragon ST (ブルードラゴン シークレットトリック, Burū Doragon Shīkuretto Torikku) és un manga d'Ami Shibata. Basat en la sèrie de videojocs Blue Dragon, este manga fou publicat en la Monthly Shōnen Jump. Començà a serialitzar-se en el 2007 i va acabar en juliol amb la cancel·lació per part de la revista, tot amb un sol volum publicat. A diferència de Blue Dragon Ral Grad, el còmic segueix la història de Blue Dragon.